# 池間島燈塔
池間島燈塔（平假名：、羅馬拼音：Ikema-shima-toudai）位於沖繩縣宮古島市池間島北端所建立之大型燈塔。島内最高之建物，夜間照射東海海面。

## 歷史
- 1940年（昭和15年）12月22初點燈（菲涅耳透鏡、燈高20m）。
- 1945年（昭和20年）因戰爭破壞。
- 1950年（昭和25年）琉球政府應急進行復建。
- 1963年（昭和38年）全規格的進行復舊工事。
- 1972年（昭和47年）5月15日、隨著沖繩縣本土的復歸、燈塔管理業務移交海上保安廳。
- 1986年（昭和61年）2月燈塔進行改建工程。

## 燈塔結構與行政諸元

### 燈塔結構諸元
- 航路標識番號：7167 [F4738]。
- 國際番號：M4738。
- 塔身塗色・構造：白色塔形水泥造。
- 燈器：LB-90型燈器。
- 燈質：單閃白光、毎12秒1閃光。
- 實効光力：白光560,000cd。
- 光程：18.0海里＜約33km＞。
- 明弧：全度。
- 塔高＜地上～塔頂＞：23m。
- 燈高＜平均海面～燈火中心＞：42m。
- 塔高＜地上～燈火中心＞：20.12m。
- 燈塔座標：北緯24度56分10秒、東經125度14分09秒。
- 光源：鹵素燈(Halogen lamp)。
- 電源：購入電力。

### 燈塔行政諸元
- 管轄機關：日本海上保安廳第11管區海上保安本部。
- 初點燈：1940年（昭和15年）12月22日。
- 所在地：沖繩縣宮古島市平良池間。

## 交通
從宮古機場出發約23km、車程約45分可達。

## 周邊情報
- 池間島
- 池間大橋
- 沖繩縣道230號池間大浦線（沖縄県道230号池間大浦線）
- 先島諸島火番盛（池間可遠見） - 國家認定遗址

## 關連項目
- 沖繩縣燈塔列表
- 宮古島市

## 外部連結
- 池間島燈塔 - 第11管區海上保安本部「うるまの灯台ベストショット」 （日語）
- ペーパークラフト - 燈光會 （日語）
- ＜岬與燈塔寫真館＞　池間島與燈塔（沖繩縣） （日語）
- 池間島　燈塔 （页面存档备份，存于） （日語）